# Santálci
Santálci jsou obyvatelé indického subkontinentu, kteří patří k etnické skupině Mundů. Žijí v indických státech Západní Bengálsko, Džhárkhand, Urísa, Bihár, Ásám a Tripura, v severozápadním Bangladéši a nepálských terajích. Celková populace Santálců se odhaduje na sedm milionů osob. Hovoří santálštinou, která patří mezi austroasijské jazyky. 
Původ Santálců je tradičně spojován s indočínským královstvím Čampa. Po příchodu do Indie se usadili v oblasti náhorní plošiny Čótá Nágpur. Exonymum Santhal znamená „klidní lidé“, sami si říkají Hor Hopon („synové lidí“). Santálci se dělí na dvanáct klanů, kastovní systém u nich neexistuje. Patrilineární klany se rozlišují podle totemového zvířete a sňatky mezi jejich příslušníky jsou zakázány. V původním animistickém náboženství hraje roli kult předků a víra v duchy, nejvyšším božstvem je Marang Buru. V domorodých vesnicích jsou posvátné háje, v nichž dominuje damarovník obrovský. Proslulá je žňová slavnost sohrai, při níž domorodci hodují, tančí a zdobí svá obydlí. Rozsáhlá migrace za prací mimo kmenové území však vede k úpadku původní víry a podle sčítání z roku 2011 se téměř dvě třetiny Santálců hlásí k hinduismu.
Původně byli lovci a sběrači, později začali praktikovat žďáření a pěstovat rýži a proso. Po příchodu Britů zkomplikovalo život domorodců odlesňování krajiny a vymáhání daní, což vedlo v letech 1855 až 1856 k velkému povstání proti novým vládcům. V ústavě nezávislé Indie z roku 1949 byli Santálci zařazeni mezi „soupisné kmeny“, které mají nárok na zákonnou ochranu (jsou třetí nejpočetnější z kmenových komunit). Od dvacátého století se Santálci stěhují do měst a pracují v dolech, továrnách a na čajových plantážích. Jsou také známi tradičním řezbářstvím a košíkářstvím.
Vzhledem ke své marginální roli ve společnosti mnozí Santálci podporují hnutí naxalitů. Častým problémem je zabírání kmenové půdy soukromými firmami, kterému domorodci nemohou vzdorovat. Známým případem konfliktu s majoritou je krveprolití, k němuž došlo roku 2016 při útoku muslimů na santálskou vesnici v bangladéšském okrese Gaibandha.
V roce 2022 se stala prezidentkou Indie Santálka Draupadí Murmúová jako vůbec první hlava tohoto státu pocházející z kmenového prostředí.